# Norlevorfanol

Strukturformel för norlevorfanol.

Norlevorfanol, summaformel C16H21NO, är ett smärtstillande preparat som tillhör gruppen opioider. Preparatet är besläktat med levorfanol.
Substansen är narkotikaklassad och ingår i förteckningen N I i 1961 års allmänna narkotikakonvention, samt i förteckning II i Sverige.